# You've Been a Friend to Me
You've Been a Friend to Me è un singolo del cantante canadese Bryan Adams, pubblicato nel dicembre 2009. È la sigla del film Disney Daddy Sitter (Old Dogs), interpretato da John Travolta e Robin Williams.

## Tracce
Testi e musiche di Bryan Adams.
1. You've Been a Friend to Me – 2:50

## Classifiche
| Classifica (2010)           | Posizione massima |
| --------------------------- | ----------------- |
| Canada (Adult Contemporary) | 13                |